# Ogród Botaniczny Uniwersytetu Zielonogórskiego

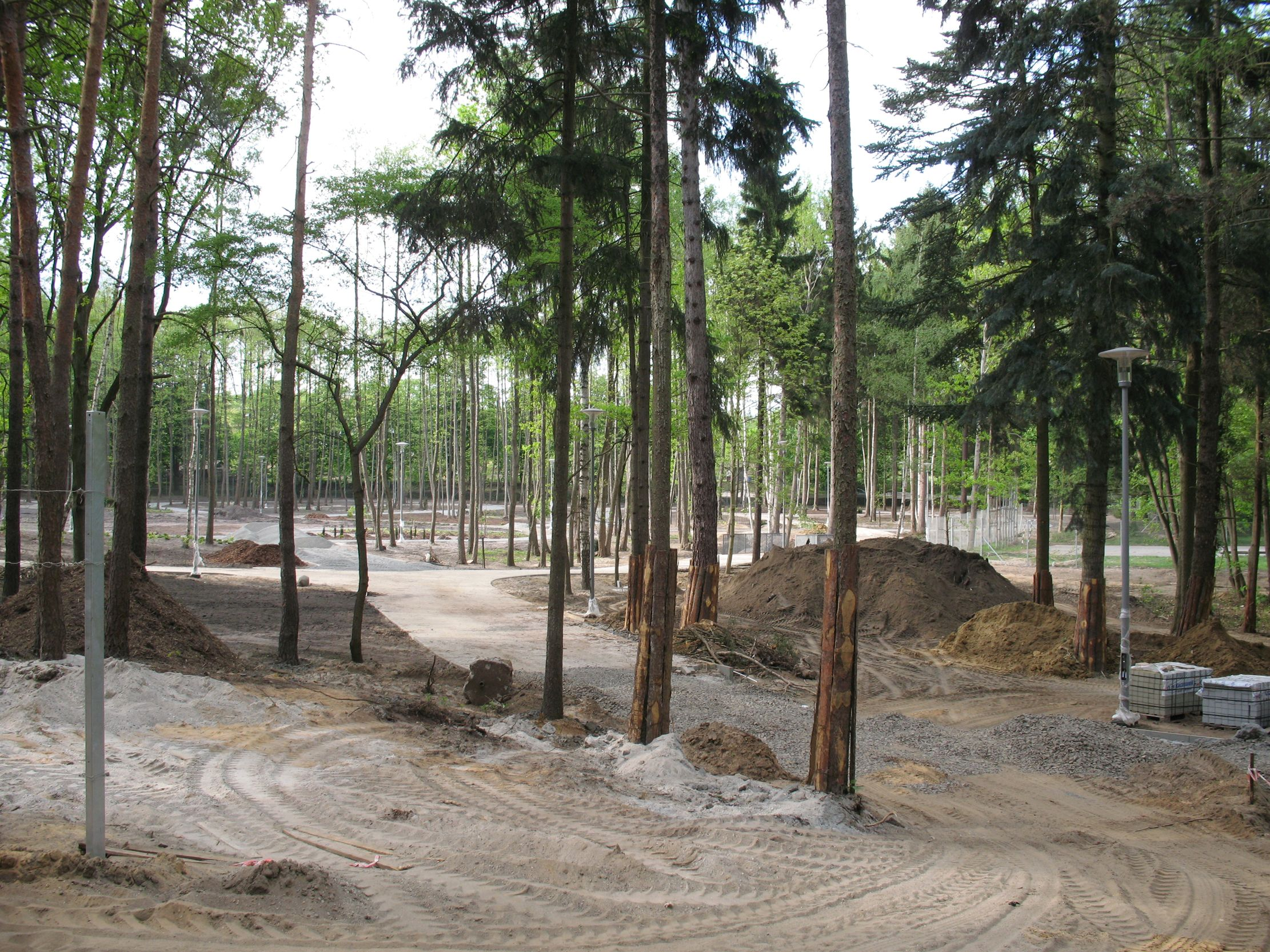
Ogród w fazie budowy (kwiecień 2007)

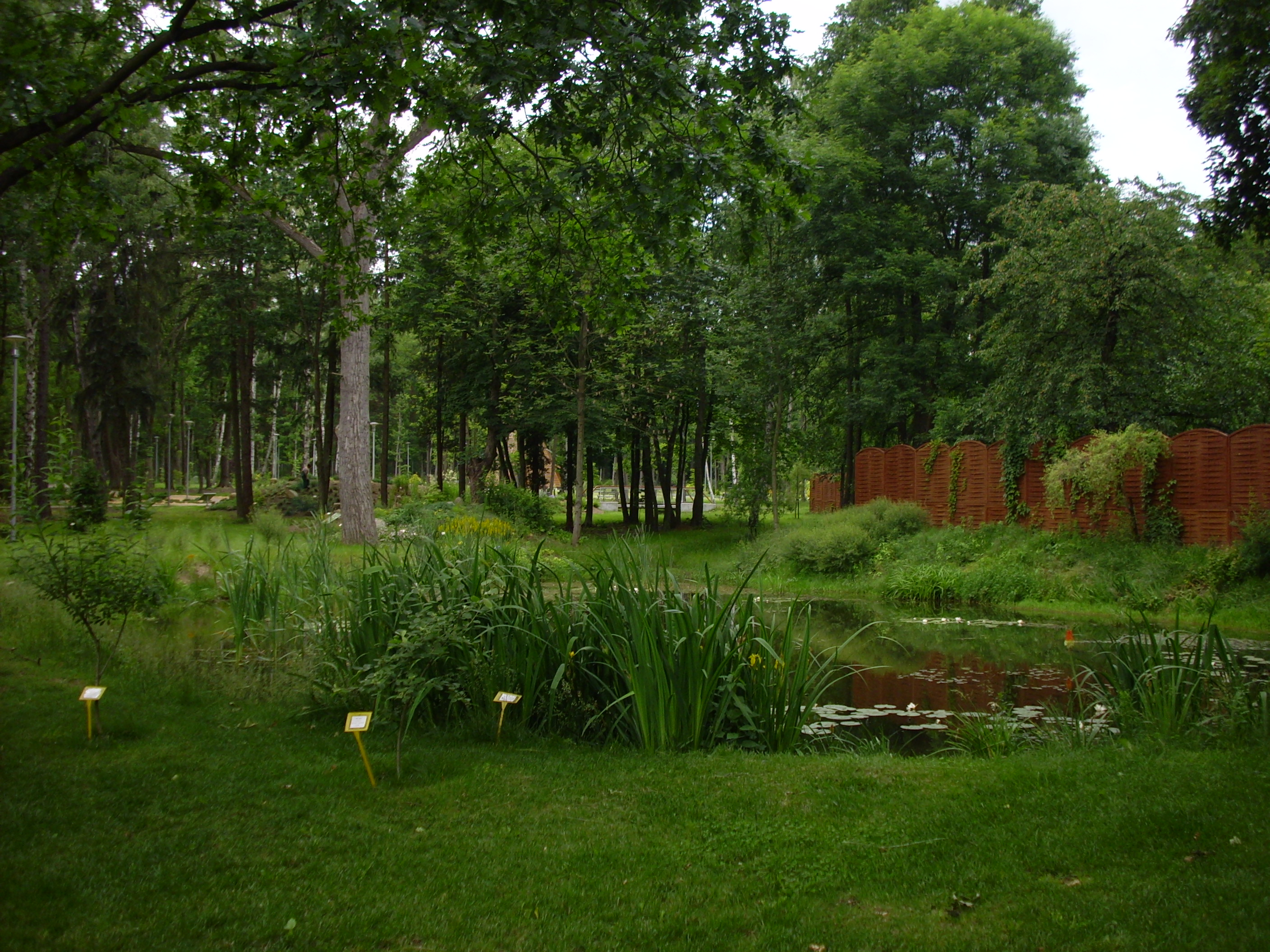
Staw w Ogrodzie (czerwiec 2009)

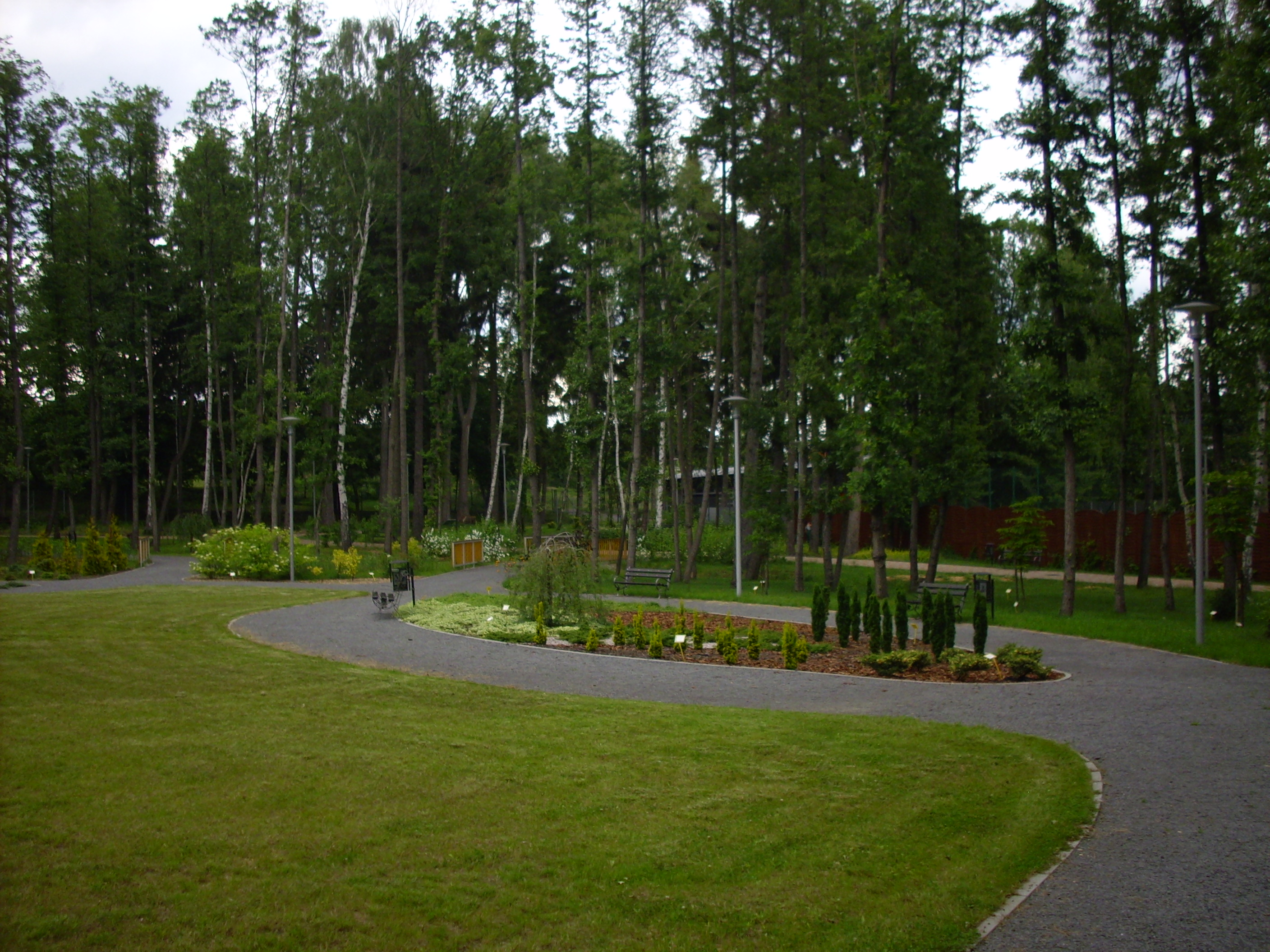
Alejka w Ogrodzie (czerwiec 2009)

Ogród Botaniczny Uniwersytetu Zielonogórskiego – odbudowany w 2007 roku przedwojenny ogród botaniczny w Zielonej Górze przy ul. Botanicznej. Ogród zajmuje ponad 2 ha.

## Historia ogrodu
Pierwszy ogród botaniczny w tym miejscu powstał w 1925 r. Inicjatorem budowy było Miejskie Towarzystwo Kultury Rolnej. Wówczas też zagospodarowano na cele rekreacyjne całe okolice dzisiejszej ul. Botanicznej, tworząc oprócz ogrodu także ambitne założenia parkowe, do dziś nie zachowane. Zbudowano wówczas sieć alejek parkowych oraz stworzono park miejski przy ul. Botanicznej. Znajdowała się tu także winnica miejska. Przygotowanie założenia zlecono wówczas architektowi Leberechtowi Miggemu związanemu z kolonią artystyczną Worpswede oraz Hermannowi Jansenowi. Szczegółowe plany sporządził emerytowany inspektor budowy ogrodów z Wrocławia, Rickheben, wcześniej kierownik Ogrodu Botanicznego w tym mieście. W otaczającym ogród parku dendrologicznym zbudowano ziemny amfiteatr, jeziorko z wodospadem oraz punkt widokowy.

### Odbudowa
Odbudowa ogrodu miała miejsce w latach 2006–2007 i kosztowała 6 mln złotych, z czego 1/3 stanowiły fundusze unijne. Inicjatorami odbudowy byli lokalni wykładowcy uniwersyteccy oraz miłośnicy przyrody (głównym liderem była Liga Ochrony Przyrody w Zielonej Górze).
Odbudowany ogród zajmuje znacznie mniejszą powierzchnię niż pierwotne założenie sprzed II wojny światowej. Na części terenu przedwojennego ogrodu zbudowano bowiem budynki szkolne. Do tego w ramach odbudowy ogrodu zbudowano dwa pawilony na cele techniczne i administracyjne.
Poza tym ogród został odtworzony według pierwotnych założeń z 1925 r. Odtworzono m.in. oczko wodne i alpinarium z roślinami górskimi charakterystycznymi dla Karkonoszy, nad rowami przerzucono mostki. Ogród jest podzielony na tzw. strefy roślinne, w których można podziwiać okazy z różnych kontynentów, ale też charakterystyczne dla tutejszego regionu oraz rośliny użytkowe, np. lebiodka majeranek czy tymianek.
Uroczyste otwarcie obecnego ogrodu odbyło się w dniu 17 października 2007 r. Po utworzeniu ogrodu miasto przekazało go w zarząd Uniwersytetowi Zielonogórskiemu.

## Działy i kolekcje roślinne
W kolekcji ogrodu botanicznego znajduje się obecnie około 500 gatunków i odmian roślin. Dominują w niej drzewa i krzewy. Rozmieszczone są one następujących działach tematycznych:
- dział systematyki roślin,
- dział geograficzny:
  - poddział roślin krajowych,
  - poddział roślin europejskich,
  - poddział roślin azjatyckich,
  - poddział roślin północnoamerykańskich,
- dział roślin wilgociolubnych,
- dział roślin górskich:
  - poddział roślin górskich świata,
  - poddział roślin sudeckich,
- dział roślin użytkowych.

## Dyrektorzy i kierownicy Ogrodu Botanicznego w Zielonej Górze
- mgr Radosław Skrobania – kierownik administracyjny

## Godziny otwarcia
Ogród otwarty jest dla zwiedzających czynny jest przez cały rok, również w dni wolne od pracy oraz w dni świąteczne, wstęp jest płatny.